# Antoine Gombaud
Antoine Gombaud, Chevalier de Méré (1607 – 1684) was een Franse ridder en schrijver die erg hield van gokken. Hij speelde vaak kansspellen met vrienden thuis. 
Hij had een theorie waarvan hij dacht dat als hij die in praktijk zou brengen dat hij dan niet zou verliezen. Zijn redenering was als volgt: “bij één worp met twee dobbelstenen is de kans op dubbel zes (P(dubbel zes)) 1/36. Dus bij 24 worpen is de kans op minstens één keer dubbel zes 24/36 oftewel 2/3”. Toen hij het spel vaker speelde verloor hij vaker dan dat hij won. Dit betekent dus dat de kans kleiner moet zijn dan 2/3. Blaise Pascal loste dit probleem op. De werkelijke kans op ten minste een keer dubbel zes bij 24 worpen is gelijk aan 1 minus de kans op 24 maal geen dubbel zes ofwel 1 - (35/36)^24 wat ongeveer gelijk is aan 0,4914. Dus minder dan 0,50 en op de lange termijn levert het spel van Chevalier de Méré dan ook verlies op. 